# Sävsjön (Tranås socken, Småland)
Sävsjön är en sjö i Tranås kommun i Småland och ingår i Motala ströms huvudavrinningsområde. Sjön har en area på 0,084 kvadratkilometer och ligger 177,6 meter över havet.

## Delavrinningsområde
Sävsjön ingår i det delavrinningsområde (644507-145175) som SMHI kallar för Rinner till Sommen-Västra. Medelhöjden är 172 meter över havet och ytan är 46,25 kvadratkilometer. Det finns inga delavrinningsområden uppströms utan avrinningsområdet är högsta punkten. Svartån som avvattnar avrinningsområdet har biflödesordning 2, vilket innebär att vattnet flödar genom totalt 2 vattendrag innan det når havet efter 148 kilometer. Delavrinningsområdet består mestadels av skog (56 %). Avrinningsområdet har 138,86 kvadratkilometer vattenytor vilket ger det en sjöprocent på 30,6 %.